# Vranové
Vranové je vesnice, část obce Malá Skála, nacházející se jižně od vlastní Malé Skály. Na pravém břehu Jizery odděluje Malou Skálu a Vranové skalní hřbet se skalním hradem Vranov-Pantheon. Statisticky a administrativně je Vranové rozděleno na dvě místní části, Vranové 1.díl na levém (východním) břehu Jizery, kudy prochází železniční Trať 030, a Vranové 2.díl na pravém (západním) břehu, kudy prochází silnice I/10. Obdobným způsobem (ale opačně) je na díly rozdělena i nedaleká obec Líšný.
Vranové 1.díl leží v katastrálním území Vranové I o rozloze 1,08 km2. Vranové 2.díl leží v katastrálním území Vranové II o rozloze 1,77 km2. V katastrálním území Vranové II leží i Křížky a Záborčí.
Ve Vranovém 1. díle je 204 domů (2009) a 377 obyvatel (2001), ve Vranovém 2. díle je 79 domů (2009) a 185 obyvatel (2001).

## Rodáci
Ladislav Bobek (1910–1981), československý noční stíhací pilot 68. perutě RAF, letecké eso